# 爱迪生螺旋

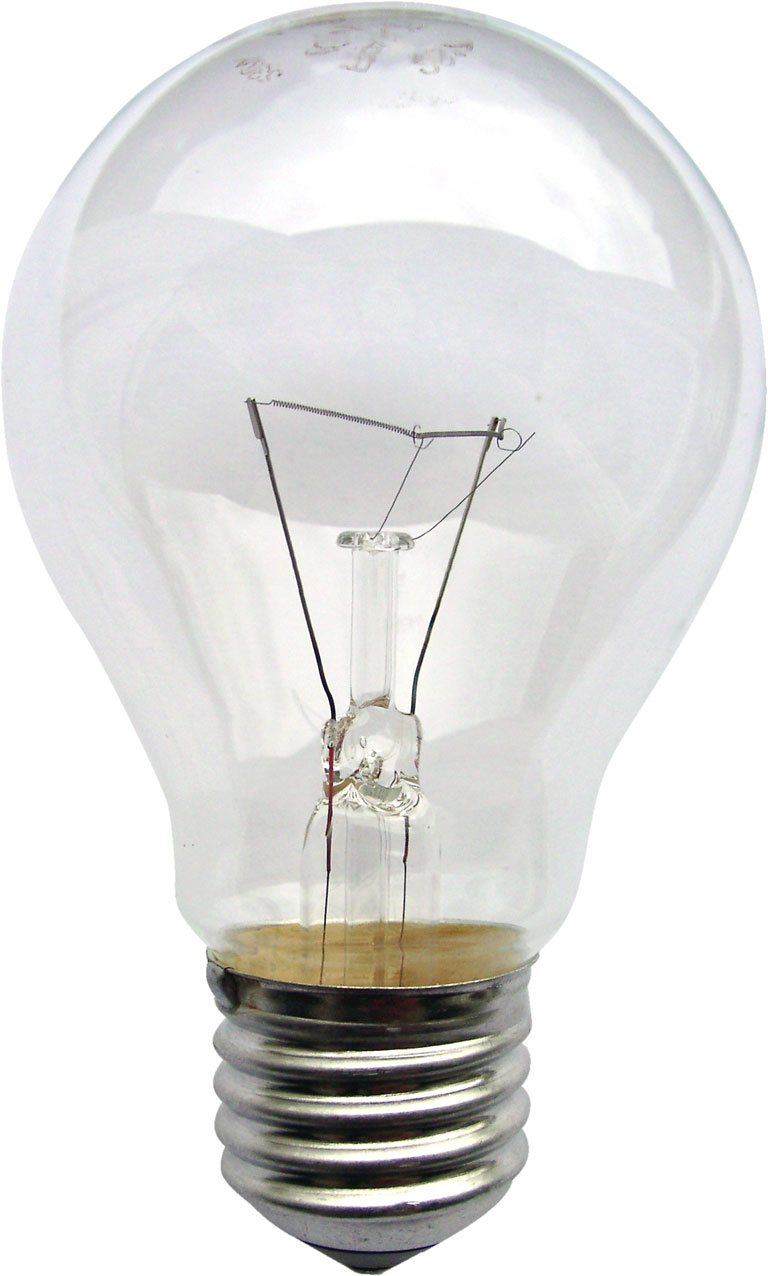
E27螺旋底座、230伏特的A型白炽灯

爱迪生螺旋（英語：Edison screw），有时俗称螺口，是一种电灯泡的标准插座，由托马斯·爱迪生在1909年发明，并授权给马兹达牌灯泡使用。通常，灯泡的金属底座刻有顺时针方向旋转的螺纹，与灯泡的插座（“灯头”或“灯座”）相匹配。对于使用市电的灯泡而言，金属螺纹与电路的零线相连，而底座的中心突起部分与电路的火线相连。
在北美和欧洲，爱迪生螺旋取代了早年使用的其他插座规格。在电气化的初期，爱迪生螺旋是当时仅有的标准化插口，而其他通过市电驱动的电器设备都通过灯头连接到市电上。今日，爱迪生螺旋是国际电工委员会制定的国际标准。

## 历史
早期美国的电灯制造商使用互不兼容的不同底座。例如，汤姆森-休斯顿电气公司的电灯使用带有扁平接触环的双头螺栓，而西屋公司的索耶-曼恩底座则是使用凹槽內的弹簧夹与电灯底部的接触螺栓来安装灯泡。但到了1908年，爱迪生底座成为了美国使用最广泛的底座，而其他规格则逐渐淘汰。
在1893年的世博会的电流战争中，爱迪生的直流电系统在竞标中输给了西屋公司的交流电系统，西屋公司赢得了首次以电灯照亮世博会的合同。作为回应，爱迪生和通用电气公司禁止了西屋公司使用爱迪生螺旋接口的专利。而加拿大著名发明家范信达则帮助西屋克服困难，发明了双针连接器反击了爱迪生，并最终顺利照亮了世博会。

## 规格

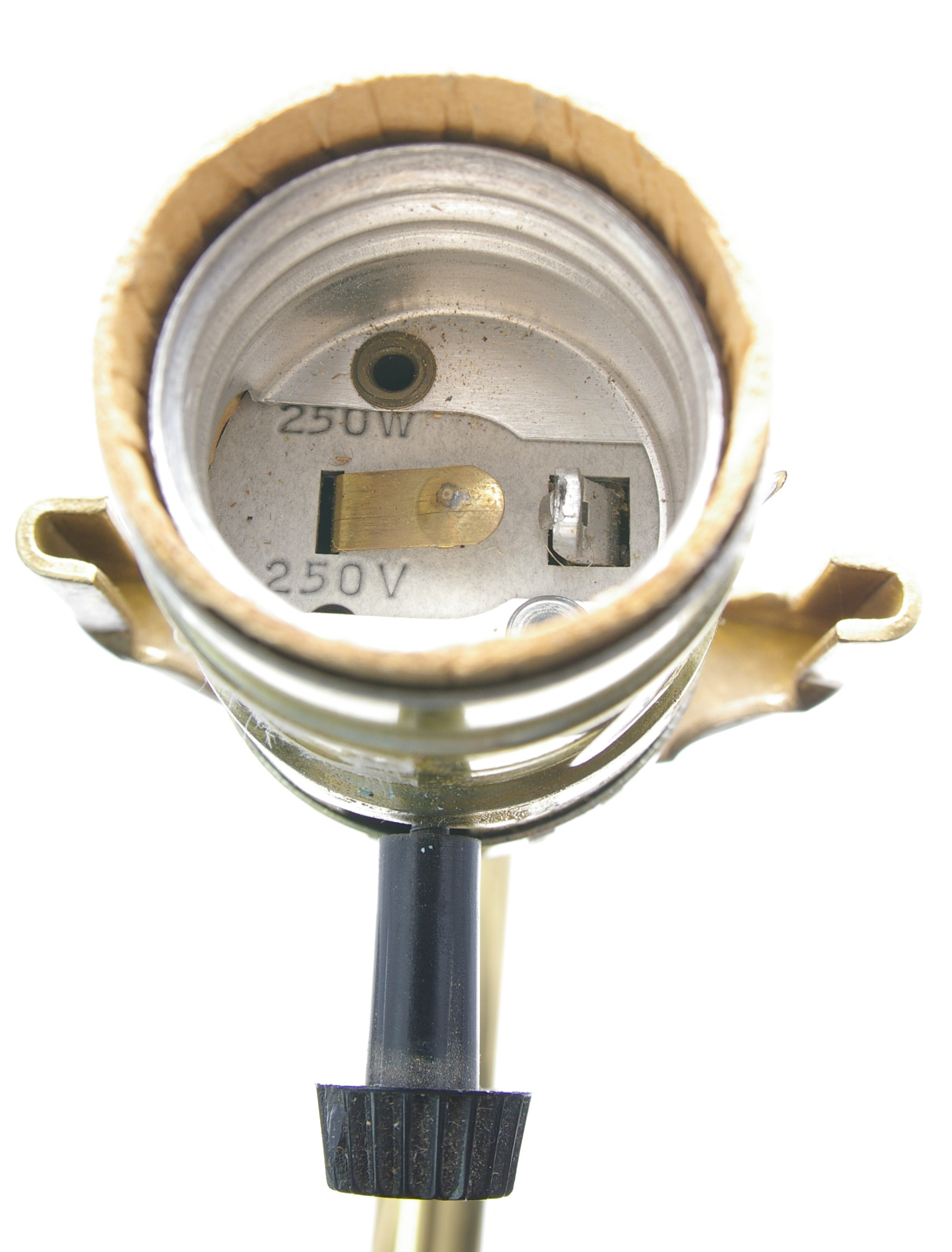
三路E26d灯座

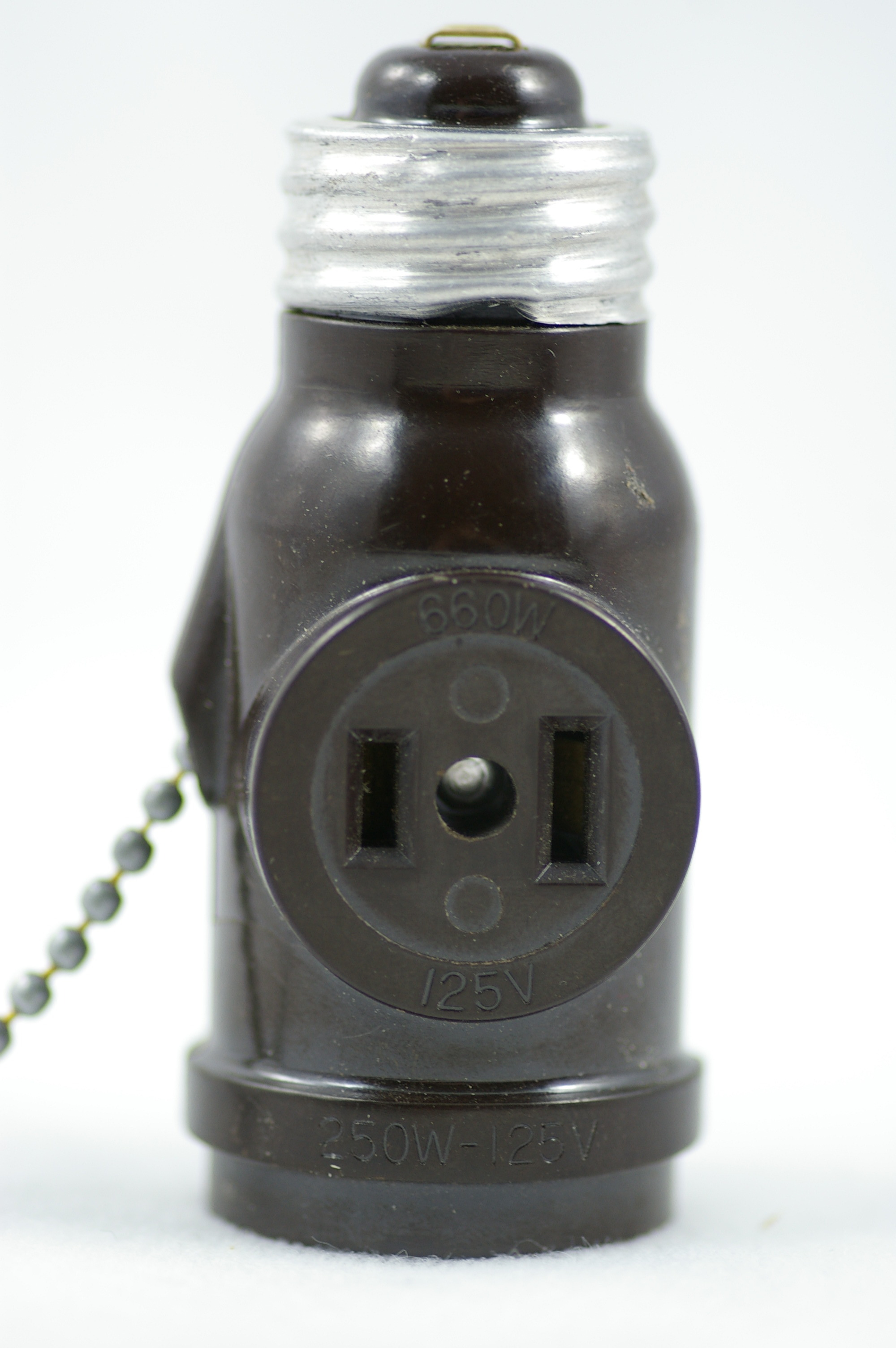
爱迪生E26螺旋到NEMA接口的转接器

美国国家标准协会（ANSI）与国际电工委员会（IEC）发布的文档中规定了所有灯具卡口的标准：
- 灯帽 — ANSI C81.61及IEC 60061-1
- 灯头 — ANSI C81.62及IEC 60061-2
- 线规（确保可互换性） — ANSI C81.63及IEC 60061-3
- 电灯灯座、灯头与线规的设计规范 — ANSI C81.64及IEC 60061-4

美国国家标准协会与国际电工委员会对于电灯的这两套标准大体是相互一致、没有矛盾的，但也有少数灯具卡口仅仅在其中一种规格中有定义。
爱迪生螺旋的编号格式为“Exx”，“E”代表爱迪生（Edison）而“xx”则为螺纹直径（以灯泡底座两端突出螺纹之间的距离为准），单位为毫米。例如：E12号螺旋代表螺旋的直径为12毫米。但要注意的是，螺纹的直径和灯泡玻璃球的尺寸无关。在美国，灯泡玻璃球的尺寸以英寸的八分之一计算。例如：A19、MR16或者T12都指的是玻璃球的尺寸。
市电电灯常用的螺纹可以按大小分为四组：
烛台北美E12、欧洲E11
小号北美E17（小中号）、欧洲E14
中号或标准北美E26、欧洲E27
大号北美E39、欧洲E40
通常E26、E27和E39、E40是可互换的，因为两者之间的尺寸只相差一毫米。也存在其他用途的更多螺纹尺寸。
大号的E39与E40底座的用途包括街道照明、大功率电灯与许多高强度气体放电灯。在美国，依照美国电工法，超过300瓦的通用电灯不得使用E26底座，而必须使用E39底座，则两者均可用于小于300瓦的电灯；稍大号的爱迪生螺旋灯泡用于12V照明，例如房车、台灯以及微波炉内部的照明，紧急出口的指示灯过去也使用稍大号的螺旋，但美国和加拿大法律已经要求改装为长寿命与低能耗的LED灯，可以通过购买灯泡形状的LED灯直接替换；对于中号爱迪生螺旋，承载的电流不得超过25安培，因此可能对低电压灯泡的应用有所限制。
E29号底座用于特殊用途，例如磁探伤机所使用的紫外线灯。
在使用220-240伏特交流电的国家，标准的E27与小号的E14是使用最广泛的螺旋安装式灯泡，并且在欧洲和中国大陸的使用相当普遍。但在英国和许多英联邦国家，BC式接口（旋转卡口）则为最通行的灯泡接口，也见于其他国家的老式灯具，例如法国与希腊。
在使用120伏电力的北美与100伏电力的日本，通用灯泡的标准尺寸是E26。
E12号灯座通常用于烛台式灯具，E17号灯座有时也会用到，特别是在小台灯、新颖灯饰中，有时也能在新式天花板吊扇中找到。圣诞彩灯使用的灯泡底座尺寸各异，对于C9灯泡为E17、C7灯泡为E12，E10则用于几十年前的C6串联彩灯中，此外美国曾经还有使用T1¾卡口、E5爱迪生螺口的彩灯。
微型的E5或E5.5螺旋仅用于极低电压照明，例如模型内部的照明，以及模型车辆如模型火车的照明。这些规格的圆形灯泡常被称为“豌豆灯泡”，但圣诞彩灯或者麦粒形状的灯泡也是常见的。E10灯泡在电池驱动的手电筒中十分常见；有些手电也用旋转卡口。E11底座有时在北美用于50/75/100瓦的卤素灯泡，有着“小罐头”的昵称，而这些灯泡的螺纹更加紧密，以避免安装到使用E12螺旋的其他灯具如夜灯上，防止引起火灾。
有一些转换器可以适配不同的螺旋尺寸，还有的转换器可将灯泡垫高，因为自带镇流器的节能灯可能因尺寸太大而不能直接安装到筒灯。
绝大多数爱迪生螺旋都是顺时针安装的右手螺纹，但左手螺纹也是存在的，通常用于要求不寻常的电压或功率之情景，以避免安装错误的灯泡导致爆炸或其他事故发生。铁路列车以及纽约地铁也曾刻意使用左手螺纹以避免灯泡遭到盗窃，因为这些灯泡无法使用在常规灯具上。

## 其他用途
当市电主要用于照明而墙壁插座还没有普及时，爱迪生螺旋被当作电源插座使用，例如用于烤面包机。
一些转换头可以将爱迪生螺旋转换成一个无接地的两线插座使用，可以用于将圣诞彩灯安装在门廊灯的电源上。还有一些转换头可以将其作为拉线开关控制的双插座，或者将一个灯头分隔成两个以便安装两个灯泡。
也有将电源插座转换成灯座的适配器。
一些厂商还制造了用于爱迪生螺旋的许多配件。例如自带灯头的烟雾探测器，带有可以续航数周的充电电池，同时不影响安装在其上灯泡的正常工作。也有一些可以卡在灯头内部的电子配件让电灯闪烁，可以制造视觉效果吸引顾客，或用于紧急车辆；其他的配件包括调光开关和定时开关，例如在傍晚逐渐调暗孩子卧室的灯光。

## 尺寸
| 编号 | 底座直径（螺纹外） | 名称                                             | 应用              | IEC 60061-1号标准 |
| ---- | ------------------ | ------------------------------------------------ | ----------------- | ----------------- |
| E5   | 5 mm               | 小人爱迪生螺旋 (LES)                             | 指示灯、装饰灯    | 7004-25           |
| E10  | 10 mm              | 迷你爱迪生螺旋 (MES)                             | 手电筒、自行车灯  | 7004-22           |
| E11  | 11 mm              | 迷你烛台爱迪生螺旋 (mini-can)                    | 120 V烛台型卤素灯 | (7004-6-1)        |
| E12  | 12 mm              | 烛台爱迪生螺旋（CES）, C7                        | 120 V 烛台/夜灯   | 7004-28           |
| E14  | 14 mm              | 小号爱迪生螺旋（SES）                            | 230 V 烛台灯      | 7004-23           |
| E17  | 17 mm              | 小中号爱迪生螺旋（IES）, C9                      | 120 V 电器        | 7004-26           |
| E26  | 26 mm              | 中号（一英寸）爱迪生螺旋（MES）                  | 标准 120 V 灯具   | 7004-21A-2        |
| E27  | 27 mm              | 中号爱迪生螺旋                                   | 标准 230 V 灯具   | 7004-21           |
| E29  | 29 mm              | “Admedium”爱迪生螺旋                             |                   |                   |
| E39  | 39 mm              | 单触点（美国称“Mogul”）“歌利亚”爱迪生螺旋（GES） | 120 V 250+ W 工业 | 7004-24-A1        |
| E40  | 40 mm              | （Mogul）“歌利亚”爱迪生螺旋（GES）               | 230 V 250+ W 工业 | 7004-24           |

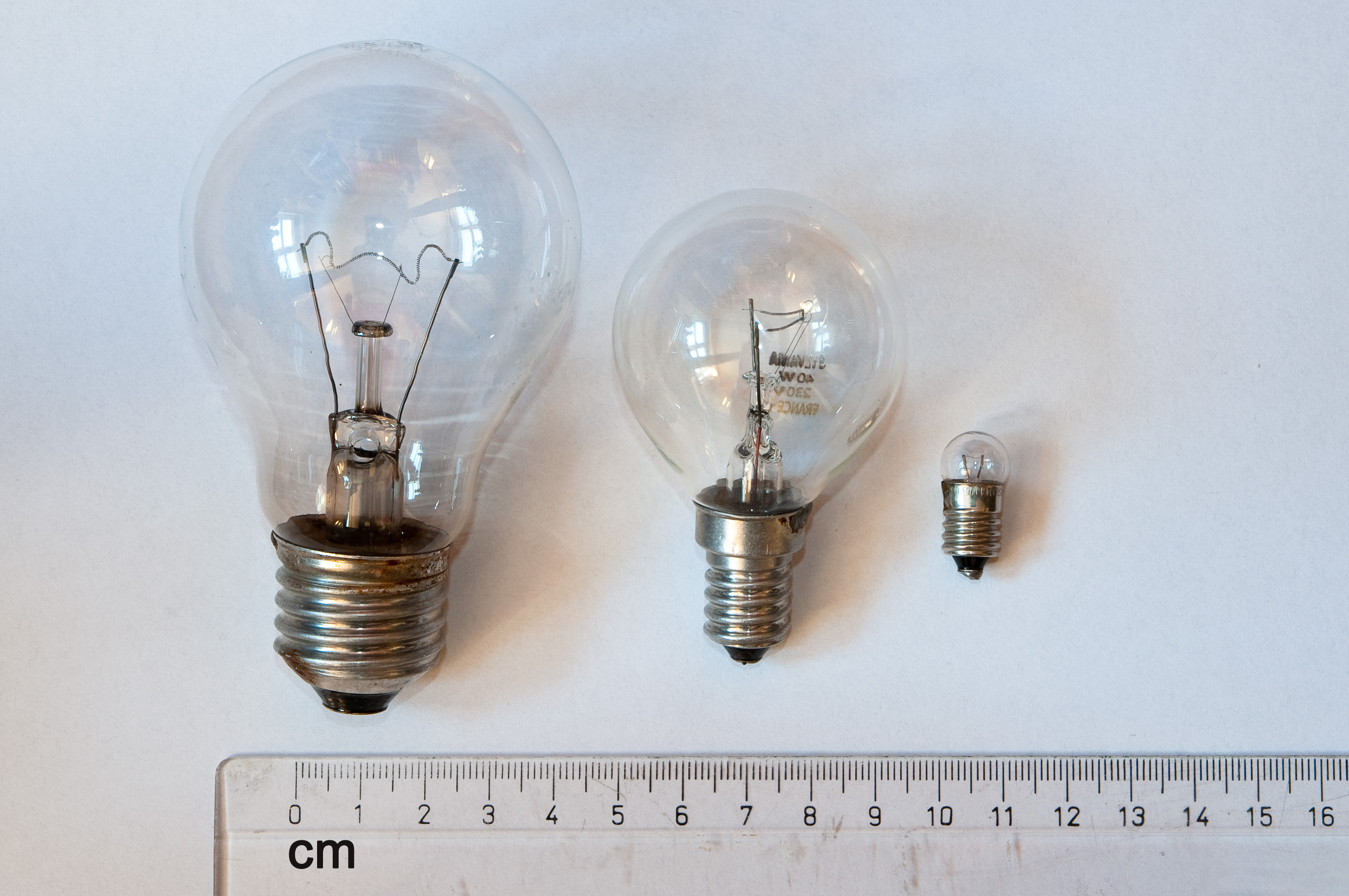
从左到右：E27、E14与E10的灯泡

三路开关的灯口在规格后会加上一个d后缀表示双触点，常见的有E26d、E27d，有时也有E39d。双触点中多出来的一圈触点用以接通低功率灯丝。不像英国卡口（BC）接口，三路开关灯泡和普通灯泡可以互换使用，只是不能使用低功率档而已。
中号爱迪生螺口的螺距为3.6 mm。美国的2007能源独立安全法案对于提高灯具能效的要求仅对中号螺口有效，其他尺寸则都认为是“特种灯”。
DIAZED保险丝 DII与标准230 V灯使用的E27螺口一样。不过DII保险丝的接口更长一点，拧进灯座后不能接触到触点。理论上可以把不带保险丝的DII保险丝座拧进E27灯座，但是这样做没什么用。